# Josefina Comerford
Josefina Comerford   (Tarifa i Ceuta, 1798 - Sevilla, valor desconegut) va ser una conspiradora absolutista andalusa.
Era una dona instruïda que va proporcionar ajut a la Regència d'Urgell (1822) i va animar la revolta dels Malcontents a Cervera. Un cop acabada la guerra va ser detinguda i reclosa en un convent de Sevilla. Va ser parella del també conspirador absolutista Antonio Marañón, el Trapense.
Les seves biografies contenen nombrosos fets fantasiosos o incerts, i ha estat el tema de la novel·la de Josefina de Comerford (1849), d'Agustí Letamendi.